# Mlomp (langue)
Pour les articles homonymes, voir Mlomp (homonymie).
Le mlomp est une langue africaine rare, parlée en Casamance (Sénégal).
C'est une langue bak, rattachée à la branche nord des langues atlantiques, elles-mêmes sous-catégorie des langues nigéro-congolaises.

## Autres noms
Mlomp North (en anglais), gulompaay.

## Population
On parle le mlomp principalement dans le village de Mlomp, au nord du fleuve Casamance, à 25 km à l'ouest de Bignona, entre Tendouck et Thiobon (ne pas confondre avec le Mlomp situé de l'autre côté du fleuve, à une dizaine de kilomètres d'Oussouye, où on parle le diola kasa).
En 2002 on dénombrait 4 895 locuteurs.

## Description
Elle est relativement proche du diola et surtout du karone.